# Comme un aimant
Comme un aimant è un film francese del 2000  diretto da Kamel Saleh e Akhenaton uscito il 31 maggio 2000.
Il film è basato sulla canzone L'aimant del gruppo IAM, e racconta la storia di vita dei giovani del quartiere Le Panier di Marsiglia.
Attratti "come da una calamita" dalle panchine del quartiere, non fanno nulla della loro vita e cercano di cambiare questo stato di cose.

## Colonna sonora originale del film
La colonna originale è firmata da Millie Jackson, Isaac Hayes, Cunnie Williams, e altri grandi nomi
1. Prisoners of love - Millie Jackson feat. Shurik'n
2. Life goes on - Cunnie Williams
3. La pluie d'un désert - Psy4 De La Rime
4. Is it really home ? - Isaac Hayes
5. La qibla - K-Rhyme Le Roi
6. Prime example - Talib Kweli
7. Sugar - Gerald Alston
8. Comme un aimant - Chiens de paille
9. You promised me - The Dells
10. Life - Marlena Shaw feat. Tony & Paco
11. Dir yassin - Millie Jackson
12. Ammore annascunnuto - Mario Castiglia
13. What's your answer - Marlena Shaw
14. S - Bruizza
15. Ultima Forsan - Coloquinte
16. Affrescu - A Filetta
17. J'voulais dire - Akhenaton
18. One day my soul opened up - Millie Jackson
19. Sta voglia e te - Mario Castiglia
20. Riding in my car - Dennis Edwards
21. Belsunce Breakdown - Bouga